# Канцелярский корректор
Канцеля́рский корре́ктор (также корректи́рующая жидкость (о жидком корректоре), или зама́зка) — канцелярский инструмент, с помощью которого осуществляется исправление ошибок в тексте, корректировка написанного на бумаге. 
Существует несколько разновидностей корректоров, как по составу маскирующего вещества, так и по способу нанесения. 
Корректирующее вещество отличается белым матовым цветом. При помощи кисточки или другого инструмента корректирующая жидкость наносится ровным слоем на ошибку либо помарку на документе, сохнет, после чего образуется тонкая корочка, на которой можно писать или вносить исправления.
До изобретения текстового процессора корректирующая жидкость была основным средством редактирования печатных документов. Первый жидкий корректор для опечаток изобрела в 1956 году американка Бетт Несмит, которая позже основала компанию Liquid Paper.
В составе жидкости обычно фигурирует низкомолекулярный поливинилхлорид, который растворён в смеси трихлорэтилена с добавлением литопона,сульфата бария или оксида титана. Этот состав может варьироваться в зависимости от основы корректора.
Внутри сосуда жидкого корректора находится маленький металлический цилиндр для взбалтывания.

## Разновидности
Корректоры можно разделить на жидкие и сухие. В основе любого жидкого штрих-корректора лежит корректирующая жидкость. Выпускаются со специальными шариками внутри, способствующими эффективному взбалтыванию состава. Могут быть выполнены в виде ручки, имеющей металлический наконечник. Корректирующий элемент может быть в виде лопаточки, кисточки или поролонового аппликатора. Жидкости таких корректоров бывают:
- На водной основе. Не имеет запаха, безопасна в использовании, не горюча. Не выдерживает низких температур. Сохнет сравнительно долго.
- На спиртовой основе. Быстро сохнет, устойчива к низким температурам, имеет резкий запах, легко воспламеняется.
- На эмульсионной основе. Сочетает в себе достоинства двух предыдущих видов: быстро сохнет, не горюча, без резкого запаха, морозоустойчива.

Сухие корректоры представлены на рынке в виде лент-роллеров. Лента шириной четыре — 6 миллиметров с нанесённым на неё сухим слоем корректора располагается в пластиковом корпусе. Ленточный корректор оставляет сухую и гладкую поверхность, на которой можно сразу же делать записи. Подходит для любых видов бумаги. Недостаток — возможность обрыва ленты при неправильном использовании.